# Giralang
Giralang ist Stadtteil des Bezirkes Belconnen der australischen Hauptstadt Canberra mit 3.372 Einwohnern (Stand 2021). Der Stadtteil mit der Postleitzahl 2617 wurde nach der Bezeichnung für Sterne in der Sprache der Wiradjuri-Aborigines benannt. Die Straßen sind nach den Aboriginal-Wörtern für die Sternbilder in der südlichen Hemisphäre benannt.
Giralang grenzt an die weiteren Vororte Kaleen, Lawson und McKellar. Im Vorort befinden sich eine Grundschule mit Sportgeländen. Begrenzt wird Giralang vom Baldwin Drive, dem William Slim Drive und dem Barton Highway.